# Bullerinducerad hörselnedsättning
Bullerinducerad hörselnedsättning (NIHL) är en form av sensorineural hörselnedsättning som uppstår efter långvarig exponering för höga ljudnivåer.  Exponering för höga ljudnivåer kan orsaka skador på hårcellerna i det cortiska organet i innerörat. De första cellerna som påverkas är vanligtvis belägna i den basala delen av hörselsnäckan, där högfrekventa ljud registreras. Med fortsatt exponering kan skadorna sprida sig till områden som uppfattar lägre frekvenser. Detta kan ofta ses i audiogram som en nedsatt hörsel i det högfrekventa området, med gradvis försämring som kan omfatta även lägre frekvenser. 
Hörselnedsättningen kan utvecklas gradvis vid upprepad exponering för exempelvis hög musik eller bakgrundsljud, men kan också uppstå plötsligt efter intensiv ljudexponering, såsom ett skott eller en explosion. Den kan vara unilateral (på ett öra) eller bilateral (på båda öronen).  Graden av hörselnedsättning påverkas av ljudnivån, exponeringens varaktighet samt individuella faktorer. 
Symptom på bullerinducerad hörselnedsättning inkluderar försämrad hörselförmåga, särskilt svårigheter att uppfatta tal i bullriga miljöer. Vanliga symtom är även tinnitus och ökad ljudkänslighet (hyperakus). 
När bullerexponering på arbetsplatsen leder till hörselnedsättning benämns detta yrkesrelaterad hörselnedsättning. 